# Punta de Tarifa

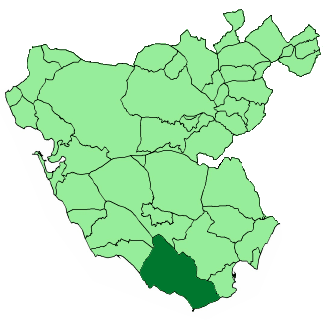
Lägeskarta

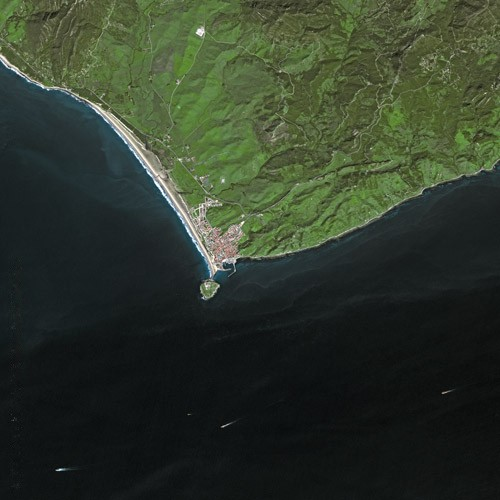
Områdeskarta

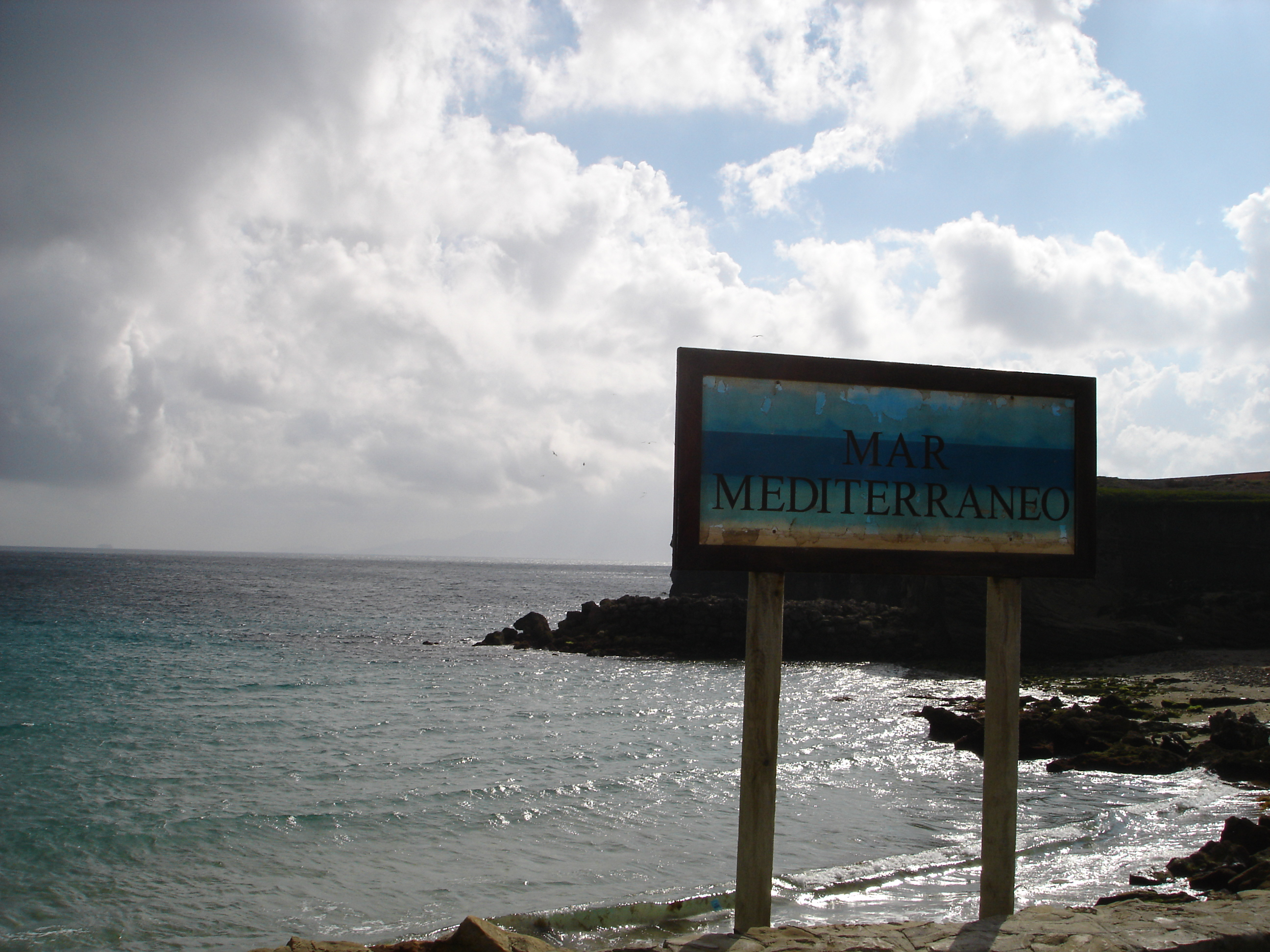
Punta Tarifa

Punta de Tarifa (spanska Punta de Tarifa, även Punta Marroquí) är en udde i södra Spanien och är den sydligaste platsen på den europeiska kontinenten  och tillhör samtidigt världens yttersta platser. Den sydligaste platsen i världsdelen Europa är Gavdosön i Grekland.

## Geografi
Punta de Tarifa ligger i södra delen av Costa de la Luz i regionen Andalusien direkt vid Gibraltar sund cirka 25 km sydväst om Gibraltar och endast 15 km norr om Marocko.
Udden ligger i provinsen Cadiz direkt utanför orten Tarifa på den lilla ön Isla de las Palomas mellan Medelhavet och Atlanten. Ön som är ett militärt skyddsområde förbinds med fastlandet av ett konstgjord näs. Här finns även den ca 40 meter höga fyren Faro de Tarifa.
Förvaltningsmässigt utgör udden en del av comarca (distriktet) "Campo de Gibraltar".

## Historia
År 710 landsteg den moriske militären Tarif nära Punta de Tarifa och genomförde en framgångsrik räd i området. Detta ledde till att Tariq ibn-Ziyad året efter inledde ett fälttåg mot den visigotiska Iberiska halvön vilket blev början till det arabiska styret som varade ända fram till år 1492.
Fyren Faro de Tarifa har anor från 1700-talet och restaurerades 1854 .